# Cenangiomyces luteus
Cenangiomyces luteus är en svampart som beskrevs av Dyko & B. Sutton 1979. Cenangiomyces luteus ingår i släktet Cenangiomyces, klassen Agaricomycetes, divisionen basidiesvampar och riket svampar.   Inga underarter finns listade i Catalogue of Life.